# 马克·费尔顿
马克·费尔顿（Mark Felton，1974年—）是一位來自英国的第二次世界大战历史学家。

## 生平
马克·费尔顿生於埃塞克斯郡的科尔切斯特。费尔顿後來前往安格里亚鲁斯金大学攻讀英语历史学學士学位，後來獲得艾塞克斯大學政治学碩士學位以及历史學博士学位。 
2005年至2014年期間，马克·费尔顿在上海的复旦大学等地讲学。马克·费尔顿在上海期間，他应英國首相戴维·卡梅伦的要求，协助英国驻上海领事馆尋找四名英国士兵的坟墓。這些英國士兵於1937年被日本軍隊杀害。